# Народный поэт Чувашской Республики
Народный поэт Чувашской Республики — почётное звание Чувашской Республики.

## История
В 1936 звания народного поэта Чувашской АССР удостоен Н. И. Шелеби (Полоруссов). 22 декабря 1937 отменено решение о награждении Н. И. Полоруссова-Шелеби, но в июле 1939 это постановление было отменено как неправильное, и звание народного поэта ему присвоено вторично.

## Основания награждения
Звание присваивается Главой Чувашской Республики поэтам, писателям, драматургам, прозаикам, создавшим выдающиеся, широко известные художественные произведения